# Duc d'Orléans
Pour les articles homonymes, voir Orléans (homonymie).
Le titre de duc d'Orléans est un titre féodal initialement créé en 1344 par le roi Philippe VI de France pour son second fils, Philippe. Le titre pouvait être transmis par son titulaire à sa descendance ; lorsque le titre devenait disponible (c'est-à-dire lorsque son titulaire ne laissait pas d'enfant), le duché d'Orléans était traditionnellement donné en apanage à un fils cadet du roi de France. En tout, dix fils cadets de rois de France ont été titrés duc d'Orléans, mais seulement six ont reçu effectivement la jouissance de ce fief.
L'Orléanais est le dernier apanage à faire retour à la Couronne, avec l'accession au trône de France du dernier duc d'Orléans apanagiste, Louis-Philippe Ier, le 9 août 1830. Il faut remarquer que la Révolution française avait pourtant mis fin aux apanages territoriaux par le décret du 21 décembre 1790 pour leur substituer des indemnités. En montant sur le trône en 1814, Louis XVIII décide de respecter ce décret, sauf en ce qui concerne l'apanage d'Orléans, reconstitué au profit de Louis-Philippe d'Orléans, futur roi des Français.

## Maison de Valois

### Première Maison d'Orléans

#### Première création apanagiste (1344)
| Rang | Portrait | Nom                                                                                  | Période     | Autres titres                   | Notes                                                                                           | Armes |
| ---- | -------- | ------------------------------------------------------------------------------------ | ----------- | ------------------------------- | ----------------------------------------------------------------------------------------------- | ----- |
| 1    |          | Philippe de France, puis Philippe d’Orléans (1er juillet 1336 – 1er septembre 1375 ) | 1344 – 1375 | Duc de Touraine Comte de Valois | Second fils du roi Philippe VI de France, il reçoit l'Orléanais en apanage de son père en 1344. |       |

### Deuxième Maison d'Orléans

#### Deuxième création apanagiste (1392)
| Rang | Portrait | Nom | Période     | Autres titres                                                                                      | Notes |
| ---- | -------- | --- | ----------- | -------------------------------------------------------------------------------------------------- | --- |
| 2    |          | Louis Ier d'Orléans (13 mars 1372 – 23 novembre 1407 )                                                 | 1392 – 1407 | Duc de Touraine Comte de Valois Comte de Soissons Comte de Blois Comte d'Angoulême Comte de Vertus | Second fils du roi de France Charles V, des Valois, il reçoit l'Orléanais en apanage de son frère en 1392, puis le comté de Blois à la mort de Guy II. Chef du parti des Armagnacs, il est assassiné sur ordre du duc de Bourgogne, Jean sans Peur. |
| 3    |          | Charles Ier d'Orléans (24 novembre 1394 – 5 janvier 1465 )                                             | 1407 – 1465 | Comte de Valois Comte de Soissons Comte de Blois                                                   | Fils du précédent. Après un voyage en Angleterre, il épouse Marie de Clèves, s'installe à Blois, puis à Tours afin de négocier une trêve en 1444 qui mettra finalement un terme à la Guerre de Cent Ans.                                            |
| 4    |          | Louis II d'Orléans, puis Louis XII de France, dit le Père du Peuple (27 juin 1462 – 1er janvier 1515 ) | 1465 – 1498 | Comte de Valois Comte de Blois                                                                     | Fils du précédent, né au château de Blois. Il succède au roi Charles VIII mort à Amboise en 1498, sous le nom de Louis XII : le duché d'Orléans fait retour à la Couronne, et le nouveau roi installe sa cour à Blois.                              |

#### Troisième création (1519)
| Rang | Portrait | Nom                                                                                             | Période     | Autres titres                                      | Notes |
| ---- | -------- | ----------------------------------------------------------------------------------------------- | ----------- | -------------------------------------------------- | --- |
| 5    |          | Henri Ier d'Orléans, Henri de Valois, puis Henri II de France (31 mars 1519 – 10 juillet 1559 ) | 1519 – 1536 | Dauphin du Viennois Duc de Bretagne Comte de Blois | Deuxième fils du roi François Ier de France, il est, par sa mère, Claude de France, le petit-fils du précédent duc. Il est titré duc d'Orléans à sa naissance. |

#### Quatrième création apanagiste (1536)
| Rang | Portrait | Nom                                                                                | Période     | Autres titres                  | Notes                                                                                               |
| ---- | -------- | ---------------------------------------------------------------------------------- | ----------- | ------------------------------ | --------------------------------------------------------------------------------------------------- |
| 6    |          | Charles de France, puis Charles II d'Orléans (22 janvier 1522 – 9 septembre 1545 ) | 1536 – 1545 | Duc d'Angoulême Duc de Bourbon | Frère du précédent duc devenu dauphin du Viennois, il reçoit le duché d'Orléans en apanage en 1536. |

#### Cinquième création apanagiste (1549)
| Rang | Portrait | Nom                                                     | Période     | Autres titres | Notes                                                                                              |
| ---- | -------- | ------------------------------------------------------- | ----------- | ------------- | -------------------------------------------------------------------------------------------------- |
| 7    |          | Louis III d'Orléans (3 février 1549 – 24 octobre 1550 ) | 1549 – 1550 | Aucun         | Deuxième fils du roi Henri II de France, il reçoit le duché d'Orléans en apanage dès sa naissance. |

#### Sixième création (1550)
| Rang | Portrait | Nom                                                                             | Période     | Autres titres   | Notes |
| ---- | -------- | ------------------------------------------------------------------------------- | ----------- | --------------- | --- |
| 8    |          | Charles III d'Orléans, puis Charles IX de France, (27 juin 1550 – 30 mai 1574 ) | 1550 – 1560 | Duc d'Angoulême | Frère du précédent, il reçoit le duché d'Orléans à la mort de ce dernier. Il succéda à son frère François II en 1560, le duché d'Orléans fit retour à la Couronne. |

#### Septième création (1560)
| Rang | Portrait | Nom | Période     | Autres titres                               | Notes |
| ---- | -------- | --- | ----------- | ------------------------------------------- | --- |
| 9    |          | Henri II d'Orléans, puis Henri Ier de Pologne, puis Henri III de France, (19 septembre 1551 – 1er août 1589 ) | 1560 – 1566 | Duc de Bourbon Duc d'Anjou Comte d'Auvergne | Frère du précédent, il devient duc d'Orléans à l'accession au trône de ce dernier. Il abandonne ce duché en février 1566, quand il devient duc d'Anjou. |

## de Bourbon

### Troisième Maison d'Orléans

#### Huitième création (1607)
À sa naissance, le second fils du roi Henri IV ne reçoit délibérément aucun apanage de son père : il est simplement titré fils de France. Pourtant, la tradition est plus forte que la volonté du roi car partout en France on s'enthousiasme de ce que « monsieur d'Orléans » est né. Henri IV déclare alors que « ce sera monsieur d'Orléans, mais titulairement et non autrement ».
| Rang | Portrait | Nom                                                                              | Période     | Notes                        |
| ---- | -------- | -------------------------------------------------------------------------------- | ----------- | ---------------------------- |
| 10   |          | Monsieur d’Orléans Appelé par erreur Nicolas (16 avril 1607 – 17 novembre 1611 ) | 1607 – 1610 | Second fils du roi Henri IV. |

#### Neuvième création apanagiste (1626)
À la mort de son frère cadet, Gaston reçoit le titre de duc d'Orléans, il ne recevra cependant l'apanage orléanais qu'à son mariage avec la richissime héritière de Montpensier, en 1626. À la mort de sa fille la Grande Mademoiselle en 1693, une grande partie de son immense richesse est allée à son cousin, Philippe de France, frère de Louis XIV.
| Rang | Portrait | Nom                                                                       | Période     | Autres titres                                                                  | Notes                                                         |
| ---- | -------- | ------------------------------------------------------------------------- | ----------- | ------------------------------------------------------------------------------ | ------------------------------------------------------------- |
| 11   |          | Gaston de France puis Gaston d’Orléans, (24 avril 1608 – 2 février 1660 ) | 1626 – 1660 | Duc de Valois Duc d'Anjou Duc de Chartres Comte de Blois Seigneur de Montargis | Frère du précédent, troisième fils du roi Henri IV de France. |

### Quatrième Maison d'Orléans

#### Dixième création apanagiste (1661)
À la mort de Gaston de France, son apanage orléanais revient à la Couronne. Louis XIV décide alors de le donner à son frère cadet, Philippe, à l'exception notoire de Blois (et donc indirectement le château de Chambord) et du Languedoc. Philippe est le fondateur, avec sa seconde épouse, Élisabeth-Charlotte de Bavière, de l'actuelle maison d’Orléans. Leur fils devint régent de France à la mort de Louis XIV en 1715.
Après 1709, les ducs d'Orléans devinrent également les premiers princes du sang, jouissant ainsi du prédicat d'Altesse sérénissime et de l'appellation de « monsieur le Prince » à la Cour.
| Rang | Portrait | Nom                                                                | Période     | Autres titres                                                                                   | Notes |
| ---- | -------- | ------------------------------------------------------------------ | ----------- | ----------------------------------------------------------------------------------------------- | --- |
| 12   |          | Philippe Ier d'Orléans (21 septembre 1640 – 9 juin 1701 )          | 1661 – 1701 | Duc d'Anjou Duc de Chartres Duc de Valois Duc de Nemours Duc de Montpensier Prince de Joinville | Second fils du roi Louis XIII de France. |
| 13   |          | Philippe II d'Orléans (2 août 1674 – 2 décembre 1723 )             | 1701 – 1723 | Duc de Chartres Duc de Valois Duc de Nemours Duc de Montpensier Prince de Joinville             | Fils du précédent, régent de France. |
| 14   |          | Louis IV d'Orléans (4 août 1703 – 4 février 1752 )                 | 1723 – 1752 | Duc de Chartres Duc de Valois Duc de Nemours Duc de Montpensier Prince de Joinville             | Fils du précédent, premier prince du sang après la mort du prince de Condé en 1709. |
| 15   |          | Louis-Philippe d’Orléans (12 mai 1725 – 18 novembre 1785 )         | 1752 – 1785 | Duc de Chartres Duc de Valois Duc de Nemours Duc de Montpensier Prince de Joinville             | Fils du précédent. |
| 16   |          | Louis-Philippe Joseph d’Orléans (13 avril 1747 – 6 novembre 1793 ) | 1785 – 1793 | Duc de Montpensier Duc de Chartres Duc de Nemours Prince de Joinville                           | Fils du précédent, ayant changé son nom en Philippe Égalité après 1792. Élu député à la Convention Nationale en 1792, il vote la mort du roi. En 1793, suspecté de trahison, il est condamné à mort par le Tribunal révolutionnaire et guillotiné le 6 novembre. |
| 17   |          | Louis-Philippe Ier d'Orléans (6 octobre 1773 – 26 août 1850 )      | 1793 – 1830 | Duc de Valois Duc de Chartres Duc de Nemours Duc de Montpensier Prince de Joinville             | Fils du précédent, il devient roi des Français après la révolution de 1830 : le duché d'Orléans fait retour à la Couronne. |
| 18   |          | Ferdinand-Philippe d’Orléans (3 septembre 1810 – 13 juillet 1842 ) | 1830 – 1842 | Duc de Chartres                                                                                 | Fils du précédent, son père le titre duc d'Orléans à son accession au trône. Il est le dernier duc d'Orléans à porter officiellement le titre. |

## Titre de courtoisie
| Portrait | Nom                                                  | Période                 | Autres titres | Notes |
| -------- | ---------------------------------------------------- | ----------------------- | ------------- | --- |
|          | Philippe d'Orléans (6 février 1869 – 28 mars 1926 )  | 1880 – 1926             | Aucun         | Fils de Philippe d'Orléans, comte de Paris, prétendant au trône de France, qui lui confère le titre de courtoisie de duc d'Orléans en 1880.                    |
|          | François d'Orléans (15 août 1935 – 11 octobre 1960 ) | 1960 (à titre posthume) | Aucun         | Deuxième fils d'Henri d'Orléans, comte de Paris, prétendant au trône de France. Mort pour la France, il est titré duc d'Orléans à titre posthume par son père. |
|          | Jacques d'Orléans (né le 25 juin 1941)               | depuis 1969             | Aucun         | Frère du précédent, il est titré duc d'Orléans par son père.                                                                                                   |

## Héraldique

Armoiries de Philippe de France : d'azur semé de fleurs de lys d'or au lambel componé de gueules et d'argent.
Jusqu'au XIVe siècle : d'azur semé de fleurs de lys d'or au lambel d'argent.
À partir du XIVe siècle : d'azur aux trois fleurs de lys d'or posées 2 et 1, au lambel d'argent.